# Црква Вазнесења Христовог у Памбуковици
Црква Вазнесења Христовог у Памбуковици саграђена је 1871. год. Црква је категорисана као споменик културе од великог значаја. Од 2014. године, парохијска црква је преименована у манастир.

## Историја
Да је на том месту постојао храм у 18. веку сведочи натпис на плочи која је узидана у ограду порте: " СИ ХРАМ ВАЗНЕСЕНИЕ ГНГА Б ОЖИТЕЛ 1792.". Народно предање говори, а у научним круговима се претпоставља да се на овом месту налазила чувена Мркшина црква и њена штампарија. Ако се археолошким истраживањима то и докаже, онда су овде штампане две последње књиге старих српских штампарија, а то су: : ЧЕТВОРОЈЕВАНЂЕЉЕ из 1562. и ЦВЕТНИ ТРИОД из 1566. год. Поток који тече јужно од црквене порте назива се Мркшинац, као и само место где је храм. Натпис из 1839. год. на једној старој богослужбеној књизи сведочи да ту књигу неки Јеврем Негић из Радуше :" приложи у обитељ Меркшинца". Ово можда значи, да овај манастир није по наредби Кнеза Милоша претворен у мирску цркву, већ је то учињено доцније. На белегу који се налази у селу Дружетићу, близу Памбуковице, стоји натпис који сведочи да је то белег јереја Николе Бошковића из села Гола Глава и да " положен бист у гробниц код манастира Меркшинца". Овај белег је из 1832. год. Натпис на Хертологији говори да је "Света и Божаствена књига хертологија приложи раба божиа Аница из села Корена супруга почившег Станислава Зимонића приложи у свети манастир Вазнесениа Христово", мало даље је и датум "мца јулија 15 дне 1840. г. лета ". Значи ово је тада био манастир.
Црква је 2014. године поново постала манастир Меркшинац.

## Изглед цркве
Данашња црква је једноставна једнобродна грађевина на дуж, без припрате, певница (њих замењују мало наглашене нише) и куполе. Главни брод подељен је на пет травеја са наглашеним пиластрима. На истоку је простран олтарски простор, са изнутра полукружним, а споља петостраним апсидалним зидом. У апсидалном зиду су нише у служби ђаконикона и проскомидије. На апсиди су три, а са северне и јужне стране главног дела грађевине налази се по пет великих прозора. Западну фасаду једино наглашава главни портал, чија је конструкција на две воде са полукружним отвором и тимпаноном изнад. Остале фасаде немају украса. Испод крова који је на две воде са бибер црепом као прекривачем, тече хоризонтални венац. На јужној фасади је помоћни портал исте конструкције као и главни, само скромнијег изгледа и величине. Изнад њега је мања розета. Унутрашњи простор је засведен плитким полуобличастим сводом, ојачаним се пет потпорних лукова који терет свода преносе на пиластре. Зидне површине и споља и изнутра малтерисане су у равно, с тим што су спољашњи зидови окречени непримерено "прсканом" фасадом. Под је бетонски. Западно од цркве је самостални звоник масивне зидане конструкције на четири супца повезана луцима који носе кровну конструкцију на четири воде. Звоник је подигнут 1894. год. На јужној црквеној фасади су две мермерне плоче постављене у част палих ратника у ратовима од 1912. до 1918. год. Поред звоника је пет камених споменика. Један од њих је белег јереја Николе Бошковића из Голе Главе. Храм у Памбуковици има иконостасну преграду са иконама које је сликао свештеник Димитрије Јона. Иконе су рад без уметничке вредности.